# Paolo Ponzio
Paolo Ponzio (Bari, 1966) è uno storico della filosofia italiano.

## Biografia
Professore ordinario di Storia della filosofia presso il Dipartimento di ricerca e innovazione umanistica dell’Università degli Studi di Bari “Aldo Moro”, del quale è direttore dal 2021. Si è laureato nel 1989 in Filosofia presso l’Università degli Studi di Bari, con una tesi dal titolo “Asclepius”: indagine storiografica e documentazione analitica computazionale, e nello stesso anno ha conseguito presso la stessa Università il Master in “Epistemologia Informatica”, in collaborazione con Tecnopolis - Csata Novus Ortus. All’indagine storico-filosofica si è, infatti, affiancata l’analisi computazionale del lessico del testo ermetico oggetto della tesi di laurea, che lo ha condotto all’assidua collaborazione con il pioneristico Gruppo di Ricerche Computerizzate sui Segni dell’Espressione (G.I.R.C.S.E.), dell’Università Cattolica “Sacro Cuore” di Milano, diretto dal Prof. Roberto BUSA S.J e con il Laboratorio di Epistemologia Informatica della allora Facoltà di Lettere - Bari. Questa ricerca lessicologica lo ha portato a partecipare, nel settembre 1991, alla quindicesima Conferenza Internazionale di Studi filosofici sulla Patristica, Medioevo e Rinascimento, organizzato dalla Villanova University (Philadelphia, U.S.A.). Ha svolto inoltre, durante l’anno accademico 1992/1993, uno stage di studio e ricerca presso l’Université Catholique de Louvain-la Neuve.
Dal Novembre 2008 al giugno 2014 è stato Consigliere incaricato del Sindaco di Bari per le attività culturali. Dal 2016 al 2021 Coordinatore del Piano Strategico della Cultura per la Regione Puglia; il 24 gennaio 2023 viene nominato Presidente del Teatro Pubblico Pugliese (TPP), del quale era stato già   Vice Presidente dal 2012 al 2018.
Direttore di strutture complesse universitarie, Responsabile di Progetti di Ricerca nazionali e internazionali, Capo Area, Responsabile Unico Servizio Civile per l’Università degli Studi di Bari, è Coordinatore di commissioni universitarie, Componente di consigli direttivi nazionali, Presidente di comitati scientifici. È direttore della rivista Elementa. Intersections between Philosophy, Epistemology and Empirical Perspectives nata nel 2021.

## Linee di ricerca
L’indagine scientifica si è concentrata prevalentemente su quattro ambiti di ricerca storiografici differenti, in un arco temporale che va dal XVI al XX secolo: 1) gli studi sul pensiero di Tommaso Campanella; 2) il metodo e la nuova scienza di Galileo; 3) la filosofia del “Siglo de oro” spagnolo e la scolastica coloniale; 4) la metafisica del reale di Xavier Zubiri.

### Gli studi campanelliani
Attraverso il contatto con il centro per il Lessico Intellettuale Europeo del C.N.R. di Roma e il C.E.T.E.D.O.C. dell’Università di Louvain-la-Neuve, trascorre un periodo di studio nel quale inizia la ricerca lessicologica su La Città del Sole di Tommaso Campanella, testo italiano e latino, cominciando la sua attività di ricerca e studio sul filosofo calabrese. Nel 1994 cura la traduzione critica del Libro I della Philosophia Universalis, di Campanella. Cura nel 1997 una nuova edizione e traduzione dell’Apologia per Galileo scritta dal frate domenicano e nel 1999 l’edizione dell'inedito Compendio di filosofia della natura. Gli studi campanelliani di Paolo Ponzio si concentrano soprattutto sull’approfondimento di tematiche legate all’osservazioni di fenomeni particolarmente significativi per la scienza naturali del primo Seicento unitamente all’indagine su alcune questioni fondamentali del metodo e della scienza moderna come evidente nello studio monografico sul pensiero filosofico-naturale campanelliano dal titolo Tommaso Campanella. Filosofia e scienza della natura (2001). Altri particolari elementi di interesse negli studi campanelliani hanno riguardato il pensiero politico-religioso del frate di Stilo, con la redazione dell’edizione del testo latino della Monarchia del Messia (2002) e l’edizione critica dell’Expositio super cap. IX epistulae S. Pauli apostoli ad Romanos, contra sectarios (1998) con particolare attenzione sia al dibattito sul pensiero politico della Prima scuola di Salamanca, quella di Francisco de Vitoria e Domingo de Soto, sia alle discussioni, in ambito teologico, sui rapporti tra libertà umana e grazia divina nel pensiero campanelliano.

### Gli studi galileiani
Paolo Ponzio ha condotto uno studio unitario sulla “questione copernicana” e la sua giustificazione in sede teologica, che ha portato alla pubblicazione di un volume monografico Copernicanesimo e Teologia. Scrittura e Natura in Campanella, Galilei e Foscarini (1998). L’interesse verso la vicenda galileiana si è concentrato in una rilettura del “caso Galileo” lontano dai cliché storiografici, mostrando un mondo intellettuale cattolico aperto alle novità introdotte dallo scienziato pisano in campo cosmologico e alle sue ricadute teologiche. Questo ha condotto lo storico della filosofia barese ad approfondire le cosiddette “teologie amiche” come quelle di Tommaso Campanella e Paolo Antonio Foscarini. Di quest’ultimo ha curato l’edizione critica della Lettera sopra l'opinione de' pitagorici, e del Copernico della mobilità della Terra e stabilità del Sole, e del nuovo pitagorico sistema del mondo, pubblicata in appendice all’Apologia pro Galileo campanelliana. La rilettura del contesto culturale attorno alla questione galileiana è alla base di una lettura non oppositiva, ma continuista sulle origini della modernità europea che ha il suo centro nella Lettera a Cristina di Galileo, oggetto dell’opera collettanea Chi ha rubato i cieli. Galileo, la lettera a Cristina e le origini della modernità (2019), curata dallo stesso Ponzio e da Edmondo Lupieri, della Loyola University of Chicago.

### Gli studi sul pensiero ibero-americano del XVI-XVII sec.
Inserito, dal 1991, nel gruppo di ricerca C.N.R. sulla “Filosofia nel Siglo de Oro”, diretto da Ada Lamacchia, ha pubblicato, nel volume collettaneo La filosofia nel “Siglo de Oro” uno studio sull’opera di Pérez de Oliva e sulle possibili convergenze tra il Rinascimento spagnolo e quello italiano. L’interesse verso la filosofia del secolo XVI spagnolo si è poi concentrato verso la scolastica coloniale e, in particolar modo, verso  autori e tematiche della Scolastica coloniale nel Perù del XVI e XVII secolo, pubblicando un saggio su Riconoscimento e disconoscimento, tra provvidenzialismo e probabilismo: per una introduzione al “pensiero coloniale” antropologico nell’America Latina del XVII secolo.

### Gli studi su Xavier Zubiri
Negli ultimi anni la ricerca di Paolo Ponzio si è particolarmente concentrata sulla figura e le opere del filosofo spagnolo Xavier Zubiri. Ha pubblicato nel 2007 lo studio monografico Verità e attualità. La filosofia dell’intelligenza in Xavier Zubiri, che ha preceduto la imponente traduzione in italiano curata in collaborazione con Oscar Barroso della trilogia della Intelligenza Senziente (2008). Ha curato la nuova edizione italiana de L’uomo e Dio (2013) e ha fatto dell’Università di Bari un rilevante centro negli studi zubiriani ospitando due importanti convegni internazionali, nel 2013 “Xavier Zubiri: una filosofia per l’uomo (1983-2013)” e nel settembre 2019, il “V Congresso internazionale: X. Zubiri, Pensare la metafisica nell’orizzonte del XXI secolo”. Oltre alla sua opera di divulgazione e conoscenza del pensiero del filosofo spagnolo all’interno dell’accademia e della cultura italiana si è concentrato nell’approfondimento della filosofia della religione rispetto al tema della “verità attuale”, e al rapporto tra realtà e libertà nell’essere umano.

## Opere

### Edizioni di testi
- Asclepius, traduzione, introduzione e indici lessicografici a cura di Paolo Ponzio, Levante, Bari 1991
- Tommaso Campanella, Metafisica (Universalis Philosophiae seu metaphysicarum rerum iuxta propria dogmata. Liber I), edizione critica e traduzione italiana di Paolo Ponzio, Levante, Bari 1994
- Tommaso Campanella, Apologia per Galileo, introduzione, note e apparati di Paolo Ponzio, Milano 1997 (IIa edizione, Bompiani, Milano 2001)
- Tommaso Campanella, Compendio di filosofia della natura, testo latino e nota critica di G. Ernst, introduzione, traduzione, note e apparati di P. Ponzio, Rusconi, Milano 1999
- Tommaso Campanella, Monarchie du Messie, texte original introduit, edité et annoté par Paolo Ponzio, Puf, Paris 2002
- Xavier Zubiri, Intelligenza senziente, introduzione, traduzione e cura editoriale di P. Ponzio, lessico e revisione dei testi spagnolo e italiano di O. Barroso, Bompiani (collana “Classici del pensiero”), Milano 2008
- Xavier Zubiri, L’uomo e Dio, edizione italiana a cura di P. Ponzio e A. Savignano, Edizioni di Pagina, Bari 2013

### Monografie
- Copernicanesimo e Teologia. Scrittura e Natura in Campanella, Galilei e Foscarini, Levante, Bari 1998
- Tommaso Campanella. Filosofia della natura e teoria della scienza, Levante ed., Bari 2001
- Finito Infinito. Letture di filosofia, di C. Esposito, G. Maddalena, P. Ponzio, M. Savini, ed. Pagina – Centro Culturale di Milano, Bari 2002 (20073)
- Bellezza e realtà. Letture di filosofia, di C. Esposito, G. Maddalena, P. Ponzio, M. Savini, ed. Pagina, Bari 2003 (20073)
- Felicità e desiderio. Letture di filosofia, di C. Esposito, G. Maddalena, P. Ponzio, M. Savini, ed. Pagina, Bari 2004 (20062)
- Errare è umano. Letture di filosofia, di C. Esposito, G. Maddalena, P. Ponzio, M. Savini, ed. Pagina, Bari 2005 (20072)
- Verità e attualità. La filosofia dell’intelligenza in Xavier Zubiri, edizioni di pagina, Bari 2007
- Il potere della libertà. Letture di filosofia, di C. Esposito, G. Maddalena, P. Ponzio, M. Savini, ed. Pagina, Bari 2008
- Galileo, el Lince de Occidente. En torno al método experimental, Impresos Libra, Valparaiso 2015